# The International 2019
The International 2019 — дев'ятий розіграш щорічного підсумкового турніру з комп'ютерної гри Dota 2, організований розробником гри компанією Valve. Переможцем турніру вдруге поспіль стала європейська команда OG.

## Учасники турніру
The International 2019 став завершальним турніром професійного сезону Dota Pro Circuit. В ньому брали участь 18 найкращих колективів світу за підсумками регулярного сезону та регіональних кваліфікацій. 
У травні 2019 закінчились турніри Dota Pro Circuit та стали відомі перші 12 команд, що набрали найбільшу кількість очок та отримали прямі запрошення. В червні пройшли регіональні кваліфікації в Китаї, Південно-Східній Азії, СНД, Північній та Південній Америці, а також в Європі, за підсумками яких ще шість переможців отримали право виступу на The International.
| Кращі 12 команд сезону 1. Team Secret 2. Virtus.pro 3. Vici Gaming 4. Evil Geniuses 5. Team Liquid 6. PSG.LGD 7. Fnatic 8. Ninjas in Pyjamas 9. TNC Predator 10. OG 11. Alliance 12. Keen Gaming | Переможці регіональних кваліфікацій 1. Newbee 2. Infamous 3. Chaos Esports Club 4. Natus Vincere 5. Royal Never Give Up 6. Mineski |

## Перебіг турніру
Фінальний турнір вперше в історії The International відбувся в Китаї, на «Мерседес-Бенц Арені» в Шанхаї. 
Групова стадія пройшла з 15 по 18 серпня 2019 року. Команди було поділено на дві групи, в кожній з яких колективи грали між собою за схемою «best of 2». Остання команда в кожній з груп залишала турнір, а решта грали по системі «double elimination».
Матчі основної стадії відбулись з 20 по 25 серпня. У фінальній зустрічі європейський колектив OG подолав шведський клуб Team Liquid з рахунком 3:1.
Призовий фонд турніру склав $34 330 069, з яких команда-переможець отримала $15 620 181.